# Kościół katolicki obrządku bizantyjsko-rusińskiego

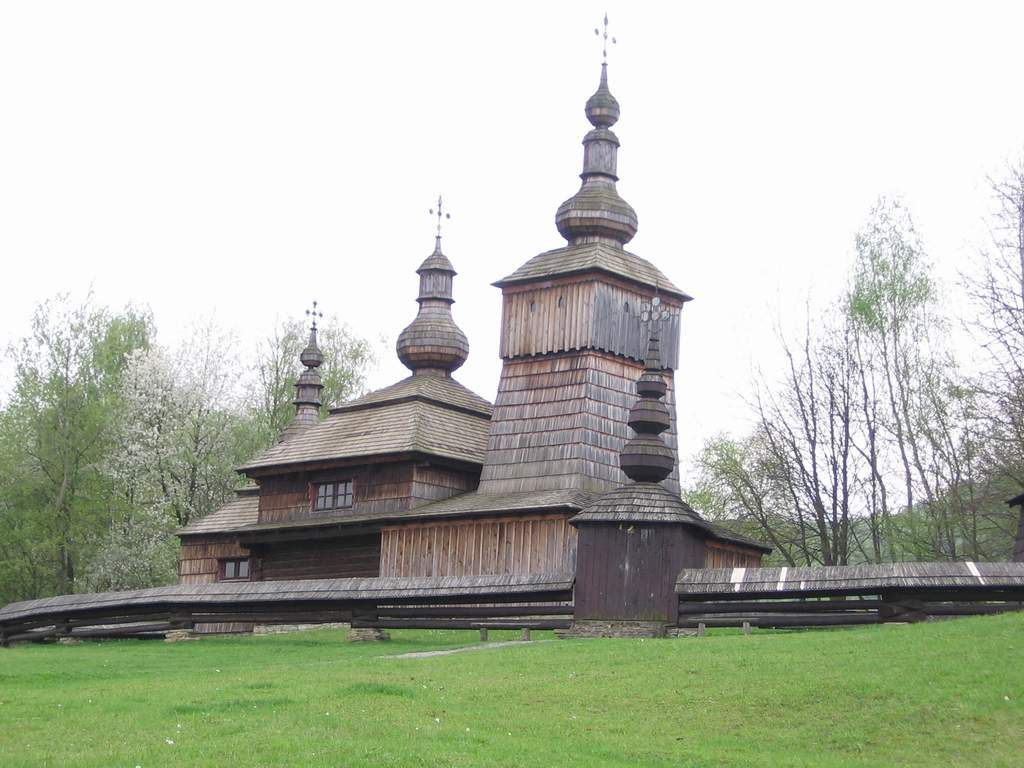
Rusińska cerkiew w skansenie w Svidníku na Słowacji

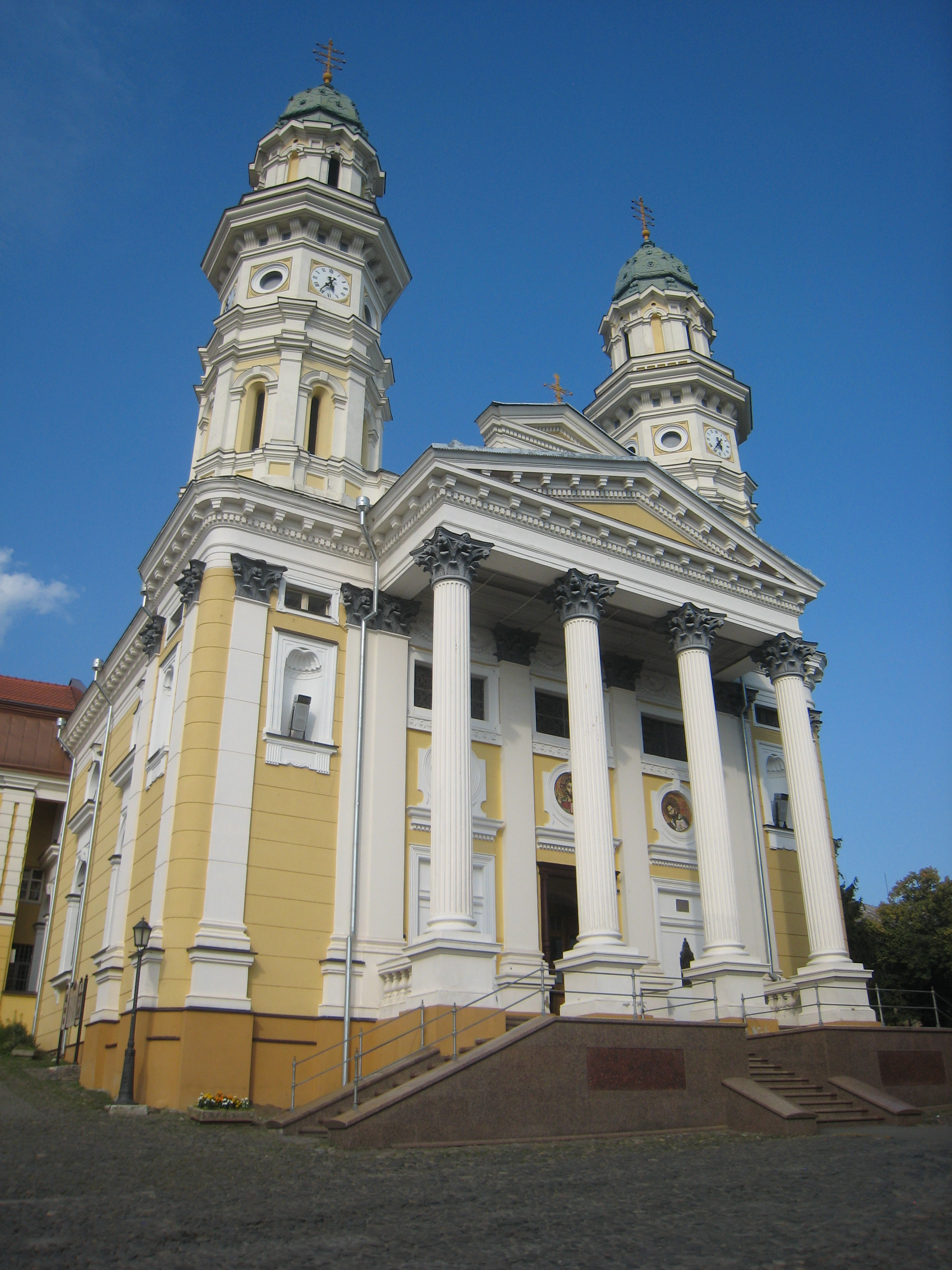
Katedra greckokatolicka w Użhorodzie

Kościół katolicki obrządku bizantyjsko-rusińskiego, Rusiński Kościół Greckokatolicki – jeden z katolickich Kościołów wschodnich rytu bizantyjskiego, działający na terenie Ukrainy, Czech, Kanady oraz Stanów Zjednoczonych. W przeciwieństwie do większości Kościołów greckokatolickich nie posiada jednolitej struktury organizacyjnej. Eparchie amerykańskie tworzą metropolię sui iuris (metropolia pitsburska), natomiast jego jednostki na Ukrainie i w Czechach, gdzie mieszka większość jego członków, podlegają bezpośrednio Stolicy Apostolskiej.

## Historia

### Wyznawcy prawosławia
Pierwsi Rusini rytu słowiańskiego pochodzą z misji św. Cyryla i św. Metodego. Przyjmujący chrześcijaństwo Rusini schronili się w Karpatach, przez co uniknęli inwazji Węgrów w X wieku. Z czasem przyjęli oni prawosławie, podlegając diecezji mukaczewskiej, której jurysdykcję stopniowo rozciągnięto na wschodnie Węgry.
Po rozpadzie Królestwa Węgier na początku XVI wieku ziemie te na dwa stulecia znalazły się pod władzą siedmiogrodzkich książąt z rodów Batorych i Rakoczych, którzy prowadzili intensywną kalwinizację i sekularyzację tych terenów.

### Unia użhorodzka
W I połowie XVII wieku działania te przybrały na sile i zagroziły istnieniu prawosławnej cerkwi we wschodnich Węgrzech. Ówczesny prawosławny biskup Mukaczewa Bazyli Tarasowicz, nie mając oparcia w strukturach Cerkwi oraz za zachętą rodu Habsburgów, zwrócił się o pomoc do Kościoła katolickiego. W 1642, w Wiedniu biskup Tarasowicz przystąpił do unii z Rzymem, zastrzegając sobie utrzymanie obrządku greckiego. Jednak ówczesny książę siedmiogrodzki Jerzy II Rakoczy wygnał biskupa-unitę ze swego księstwa, wobec czego unia pozostała w próżni.
Dopiero 24 kwietnia 1646 na zamku w Użhorodzie, za sprawą kolejnego biskupa mukaczewskiego Piotra Rostoszyńskiego i biskupa Egeru Jerzego Jakusicia, 63 prawosławnych księży przyjęło unię, która od tej pory zaczęła funkcjonować w rzeczywistości. Jej terytorialny zasięg objął 420 parafii na terenach Rusi Zakarpackiej oraz dzisiejszej wschodniej Słowacji. Wiernymi nowego Kościoła byli w przeważającej większości Rusini zamieszkujący te tereny. Organizacja kościoła rusińskiego okrzepła za czasów następnego biskupa mukaczewskiego Piotra Petrovicia.

### Kryzys kościelny
Nowo powstały kościół unicki przez kilka dekad przeżywał kryzys. Popierani przez habsburskich cesarzy arcybiskupi Egeru walczyli o poddanie diecezji swojej zwierzchności jako sufraganii, z kolei książęta siedmiogrodzcy dążyli do utrzymania jej niezależności od habsburskiej części Węgier i uzależnienia od siebie, zaś papieże zajmowali raczej niezdecydowane stanowisko.
Wynikiem tego były długotrwałe spory o prawo obsadzania mukaczewskiej stolicy biskupiej. Piotr Petrović został wybrany na biskupa przez synod diecezjalny, jednak sprzeciwiający mu się książę nie wypuścił elekta z Siedmiogrodu. Święceń biskupich udzielił mu zatem prawosławny biskup Stefan z Alba Iulia. W roku 1664 podpisano unię mukaczewską, w wyniku której część prawosławnych Rusinów przeszła na katolicyzm. Po śmierci biskupa Petrovicia w 1665 roku, własnych kandydatów mianowali książę siedmiogrodzki i cesarz rzymski.

### Odrodzenie Kościoła
Konflikt zakończył się dopiero po objęciu rządów w diecezji przez charyzmatycznego biskupa Józefa de Camelis mianowanego przez papieża w 1689 roku. Jednakże już po najeździe Rakoczych na Zakarpacie w 1703 de Camelis został wygnany, a po jego śmierci w 1705 własnych nominatów obsadzili książę siedmiogrodzki Franciszek II Rakoczy, cesarz Józef I Habsburg i papież Klemens XI. Największe wpływy zdobył sobie nominat cesarski Józef Hodermarszky, jednak w 1715 roku został zmuszony do ustąpienia na korzyść papieskiego wikariusza generalnego Gennadego Bizancziego. W 1713 roku, na Maramureș podpisano kolejną unię prawosławnych Rusinów z Kościołem katolickim.  
W 1771 diecezja mukaczewska została formalnie erygowana jako katolicka, co położyło kres pretensjom arcybiskupów Egeru do zwierzchnictwa nad tą diecezją i zakończyło spory. Jednak oczywistym następstwem konfliktów była dezorganizacja diecezji mukaczewskiej, która rozpadła się na kilka grup parafii żyjących praktycznie niezależnie od siebie. Stanowi temu zaradzono dopiero pod koniec XVIII wieku. Żywa działalność Kościoła nastąpiła w XIX wieku w monarchii austro-węgierskiej.

### Okres wojen
Po I wojnie światowej Ruś Zakarpacka została przyłączona do Czechosłowacji. Spowodowało to konflikty między wiernymi posiadającymi już słowacką tożsamość narodową, a tymi, którzy nadal uznawali się za Rusinów. Podczas II wojny światowej nastąpiła radziecka aneksja Rusi Karpackiej, w wyniku której Rusiński Kościół Katolicki był prześladowany (w zamachu zginął jego zwierzchnik biskup Teodor Romża) i zmuszony do działania w podziemiu. W tym czasie wielu greckokatolickich Rusinów porzuciło własny obrządek na rzecz obrządku łacińskiego lub zostali zmuszenia do przejścia na prawosławie tradycji bizantyjskiej. Część wyznawców wyemigrowała do Stanów Zjednoczonych, Kanady, Europy Zachodniej, Czech bądź z powodów politycznych zostali rozsiani po Związku Radzieckim. Dopiero po upadku komunizmu w Europie Kościół rusiński odrodził się i zaczęła wzrastać liczba wiernych i kapłanów.

### Współczesność
Odpowiadając na emigrację rusińskich grekokatolików do Stanów Zjednoczonych, Kościół katolicki powołał dla nich odrębne struktury, początkowo wspólne z wiernymi cerkwi ukraińskiej. Powodowało to jednak zatargi na tle narodowościowo-etnicznym, dlatego w 1924 powołano osobny egzarchat apostolski dla Rusinów, podniesiony w 1963 do rangi eparchii Pittsburgha. W kolejnych latach powołano eparchie Passaic, Parmy i Van Nuys (przeniesioną następnie do Phoenix). W 1969 utworzono z nich metropolię sui iuris.
Kościół nie uzyskał jednolitej struktury organizacyjnej. Większość jego wiernych mieszka na terenie eparchii mukaczewskiej, jednakże podlega ona bezpośrednio pod Stolicę Apostolską. Po odrodzeniu się Kościoła greckokatolickiego na Ukrainie, część hierarchii i wiernych z Zakarpacia pragnęła podporządkowania eparchii greckokatolickiej metropolii sui iuris we Lwowie (frakcja proukraińska), jednakże wierni i duchowieństwo nadal identyfikujące się jako potomkowie Rusinów i Węgrów było temu przeciwne, dlatego też Stolica Apostolska zdecydowała o zachowaniu status quo eparchii. W skład Kościoła wchodzi też greckokatolicki egzarchat Republiki Czeskiej, powołany w 1996.
W 2022 roku decyzją papieża Franciszka do Kościoła przyłączono eparchię, zdegradowaną do rangi egzarchatu apostolskiego św. Cyryla i Metodego w Toronto, która wcześniej przynależała do Kościoła katolickiego obrządku bizantyjsko-słowackiego.

## Organizacja

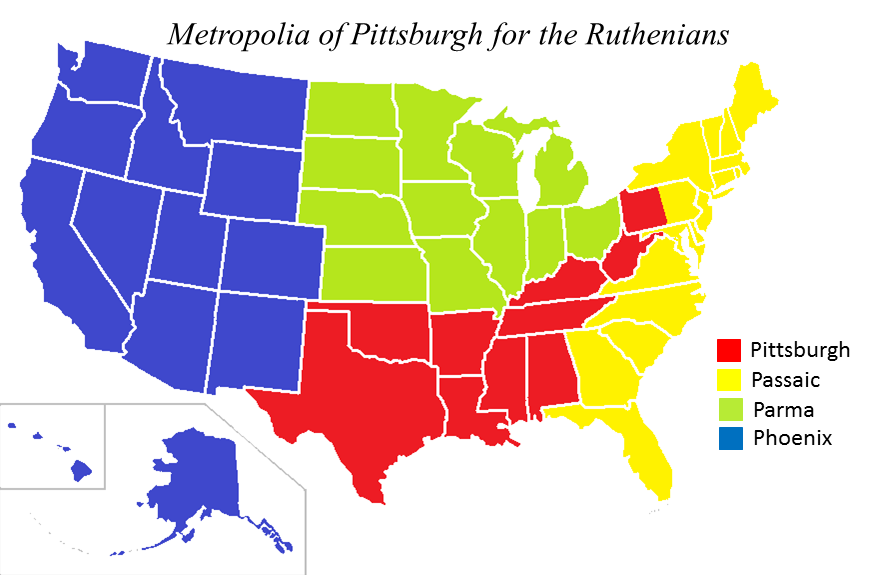
Mapa metropolii pitsburskiej

Kościół obrządku bizantyjsko-rusińskiego ma pięć diecezji w Stanach Zjednoczonych Ameryki i dwie w Europie. W 2017 liczył około 417 795 wiernych, 8 biskupów, 670 parafii, 516 kapłanów świeckich, 48 kapłanów zakonnych, 81 diakonów i 188 zakonników i zakonnic.
Metropolia pitsburska obrządku bizantyjsko-rusińskiego z siedzibą w Pittsburghu (jedna archieparchia, trzy eparchie sufraganie):
- Archieparchia Pittsburgha (założona w 1924 r.)
- Eparchia Parmy (1969)
- Eparchia Passaic (1963)
- Eparchia Opieki Najświętszej Bogurodzicy w Phoenix, (założona w 1981 r. w Van Nuys (dzielnica Los Angeles), przeniesiona w 2010 r. do Phoenix)
- Egzarchat apostolski św. Cyryla i Metodego w Toronto, (założony w 1980 r. jako eparchia Kościoła katolickiego obrządku bizantyjsko-słowackiego, zdegradowana w 2022 r. do rangi egzarchatu apostolskiego i przyłączona do Kościoła katolickiego obrządku bizantyjsko-rusińskiego; obejmuje słowackie parafie rytu bizantyjskiego w Kanadzie)

Bezpośrednio podlegają Stolicy Apostolskiej:
- Eparchia mukaczewska z siedzibą w Użhorodzie na Ukrainie, obejmująca zasięgiem obwód zakarpacki (1771)
- Egzarchat apostolski Republiki Czeskiej (1996)